# Зюйдвестка

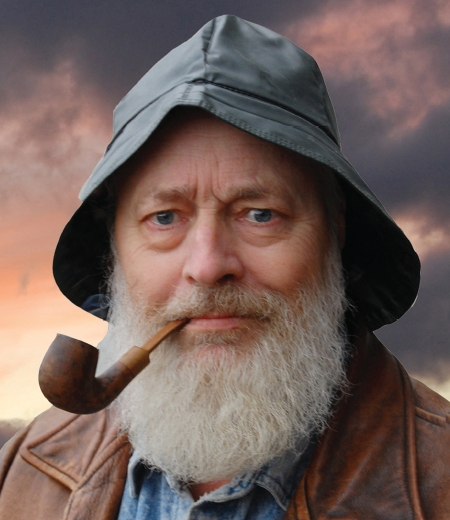
Фотограф Івар Каллеберг у зюйдвестці

Зюйдве́стка (від нім. Südwester або нід. zuidwester — «південно-західний вітер») — легкий головний убір, уживаний моряками, рибалками, яхтсменами. Являє собою капелюх з круглими крисами, ззаду видовженими (щоб закривати потилицю), а попереду коротшими і загнутими догори. Зюйдвестку роблять з водонепроникного матеріалу й зазвичай носять як додаток до плаща-дощовика.
Інше значення — широкий непромокальний плащ з каптуром.